# 亨利克·蓬托皮丹
亨利克·蓬托皮丹（1857年7月24日—1943年8月21日），丹麦现实主义文學作家，和同胞卡尔·阿道夫·盖勒鲁普一起获得了1917年诺贝尔文学奖。

## 主要作品
- 相當著名的小說作品有「希望之鄉」三部曲、「幸運的彼得」三部曲，以及〈死人之國〉。此外，還有〈男人的天國〉、〈走向自我〉等長篇小說。
- 除了小說，還有回憶錄、散文、詩歌等多部作品。

## 作品的中譯
- 諾貝爾文學獎全集編譯委員會/編譯，《龐陶普丹(1917)/蓋萊羅普(1917)/韓德斯坦(1917)》，台北市：九華文化出版，1981年。